# ميجر رافي
ميجر رافي هو مخرج وممثل هندي، ولد في 1 أبريل 1953 في الهند.

## وصلات خارجية
- ميجر رافي على موقع IMDb (الإنجليزية)
- ميجر رافي على موقع قاعدة بيانات الفيلم (الإنجليزية)